# Пелорус Джек
Пелорус Джек (англ. Pelorus Jack; fl. 1888 — апрель 1912) — серый дельфин, около четверти века сопровождавший суда, пересекавшие пролив Кука, между Южным и Северным островами Новой Зеландии, предмет научных исследований и новозеландская достопримечательность, привлекавшая туристов из разных стран. Первое морское животное, взятое под охрану правительством.

## Описание
Пелорус Джек принадлежал к нетипичному для вод Новой Зеландии виду серых дельфинов (лат. Grampus griseus) — в то время в этих водах наблюдалось лишь 12 подобных особей. Пол животного не был установлен (предположительно, оно было мужского пола, однако исследователь жизни и поведения дельфинов Энтони Олперс (англ. Antony Francis George Alpers) указывает, что корректнее было бы его именование в среднем роде).
По разным данным, длина туловища Пелорус Джека составляла около 9—15 футов (2,7—4, 5 м). У него была крупная круглая голова, маленькие спинной и грудные плавники и мощный хвост. Тело было белым или светло-серым, с серыми полосами и пятнами. Окрас Пелорус Джека был не вполне типичным для этого вида дельфинов, исследователи-современники предполагали, что он альбинос, позднее было установлено, что серые дельфины «седеют» с возрастом.
В собранных исследователями свидетельствах очевидцев фигурируют разные описания Пелорус Джека — присутствуют указания на тёмно- и светло-серый, белый и кремовый окрас. Согласно воспоминаниям разных наблюдателей, Пелорус Джек был «светло-серым с длинными полосами вдоль спины», «белым или кремовым, с немного более тёмной спиной», «белым с пятнами», «светло-серым», «тёмно-серым», «серым с кремовыми крапинами и более тёмными беспорядочно разбросанными жёлтыми пятнами».
Исследователи объясняют расхождения в описаниях различным освещением, зависящим от погоды и времени суток, субъективностью цветовосприятия, кратковременностью наблюдений вследствие недолгого пребывания дельфина над водой, разным возрастом объекта наблюдения, погрешностями памяти очевидцев.

## Имя

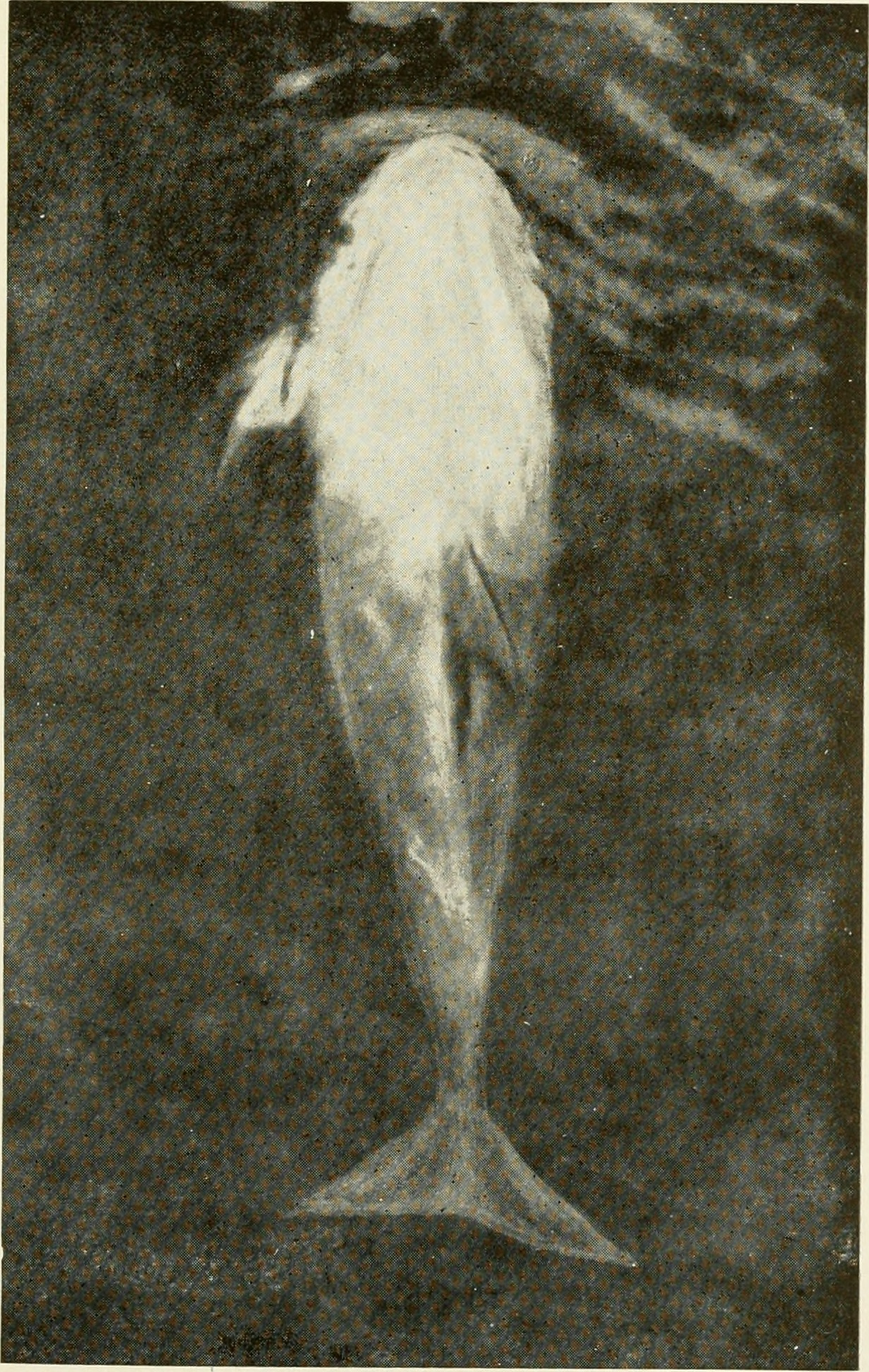
Пелорус Джек. Фотография А. Питта

Согласно свидетельствам современников, дельфин получил имя Пелорус Джек около 1895 года, до того нетипичный в новозеландских водах экземпляр морского животного называли «большой белой рыбой». Отмечая, что пол дельфина определён не был, очевидец Г. В. Веббер указывал, что возможно уместнее было бы имя Пелорус Джилл (англ. Pelorus Jill).
Происхождение первой части имени связано с обитанием дельфина в окрестностях пролива Пелорус. На основании свидетельств современников Энтони Олперс возводит вторую часть имени дельфина к традиции китобоев (обитавший в тех же водах кит, описанный в основанном на реальных событиях романе Германа Мелвилла «Моби Дик», носил имя Новозеландский Джек (англ. New Zealand Jack)).

## Биография и деятельность

### Появление
Впервые дельфин, выплывший навстречу кораблю, был замечен в 1888 году командой шедшего из Бостона судна «Brindle» на подходе к проливу Френч-Пасс. Члены команды собирались загарпунить его, но вмешалась жена капитана. Дельфин сопровождал судно несколько часов.
В течение двух десятилетий в разное время суток дельфин регулярно встречал проходящие по проливу Кука суда и сопровождал их, плывя впереди или рядом, потираясь боками о борта, подныривая под киль, выпрыгивая из воды и резвясь в волнах.

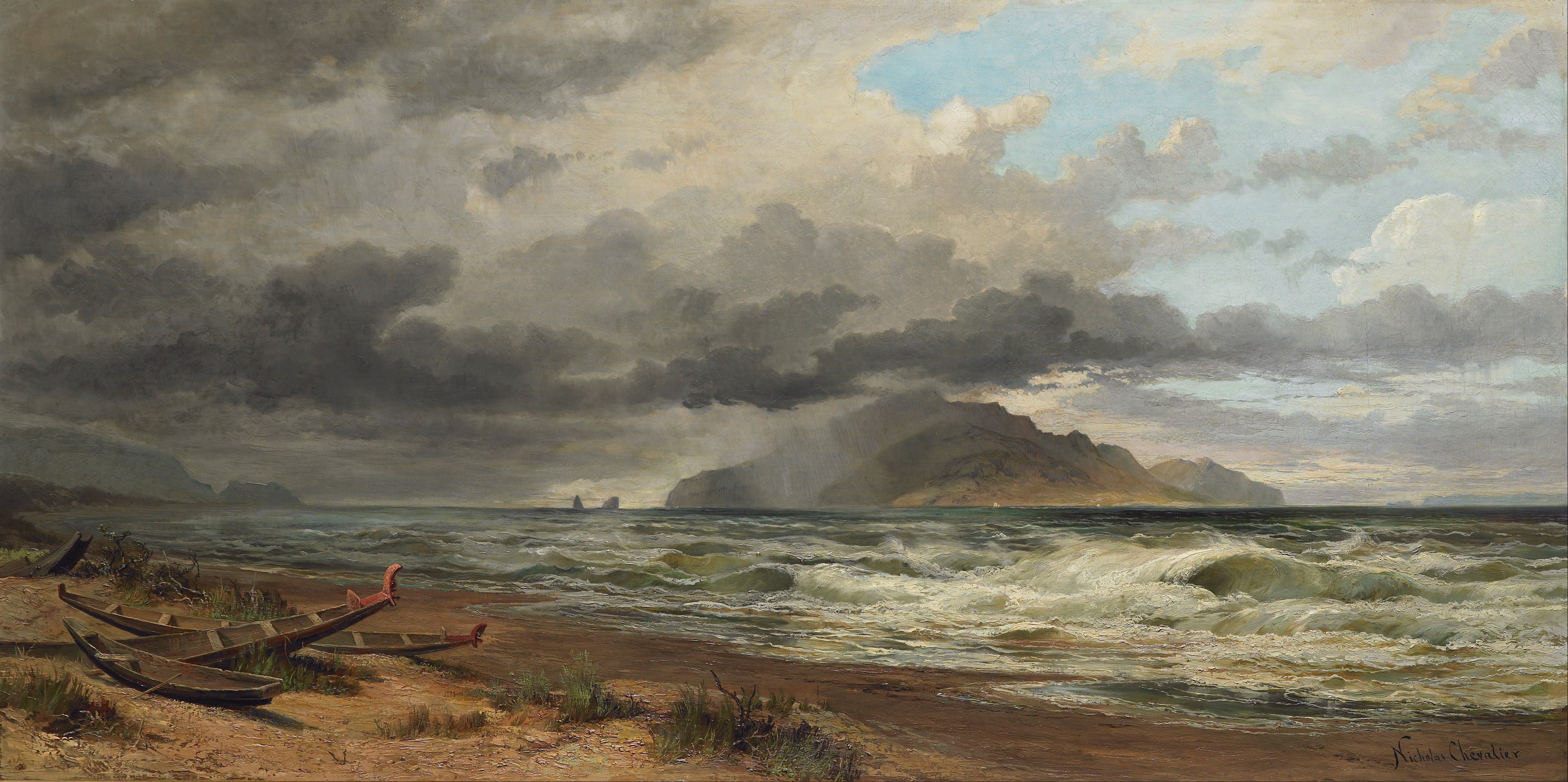
Н. Шевалье. Пролив Кука, Новая Зеландия. Около 1884

Пелорус Джек сопровождал суда, курсирующие между Веллингтоном и Нельсоном — в том и другом направлении, на участке длиной 6 миль. Путь занимал около 20 минут. По разным данным, территорией дельфина было пространство от входа в пролив Кука, у Веллингтона до пролива Френч-Пасс; участок в заливе Адмиралтейства от Коллинэ Пойнт до мыса Фрэнсис; отрезок от входа в пролив Пелорус до Френч-Пасса и др. окрестности пролива Кука. Согласно легенде, дельфин провожал пароходы через опасный узкий, каменистый, с сильным течением пролив Френч-Пасс, выполняя функции лоцмана. По свидетельствам современников, дельфин держался веллингтонской стороны, никогда не пересекая Френч-Пасс.
Пелорус Джека не интересовали «масляные катера» — парусники и яхты, он сопровождал только пароходы. Если в проливе одновременно появлялись два корабля, дельфин выбирал более быстрый, легко развивая скорость до 15 узлов. По свидетельству очевидцев, «чем быстрее шёл корабль, тем большее удовольствие он получал».

### Инцидент с «Пингвином»

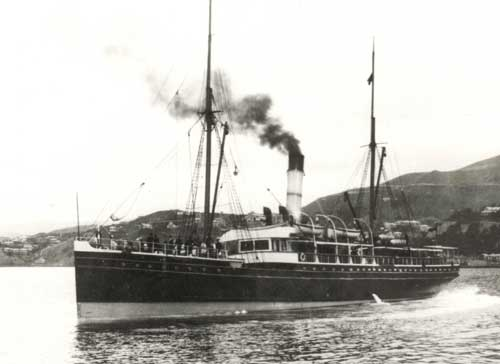
«Пингвин»

В 1904 году с борта судна «Пингвин» был произведён выстрел в Пелорус Джека. По одним сведениям, дельфин был ранен, по другим — выстрел пришёлся мимо. После инцидента дельфин пропал на несколько недель, но затем снова появился в проливе и вернулся к своему занятию. Однако с тех пор Пелорус Джек игнорировал «Пингвина», по-прежнему сопровождая другие суда. Когда «Пингвин» заходил в пролив, дельфин исчезал.
Легенда связывает эту историю с крушением «Пингвина» в проливе Кука 12 февраля 1909 года — самой масштабной морской катастрофой в Новой Зеландии в XX веке, повлекшей гибель 75 человек.

### Закон об охране
После происшествия со стрельбой с борта «Пингвина» по просьбам жителей колонии был принят закон об охране животного. Документ под названием «Запрещение промышлять дельфинов Риссо в проливе Кука» был подписан губернатором колонии лордом Планкетом (англ. Lord Plunket) и издан 26 сентября 1904 года от имени короля и Тайного совета Новой Зеландии. Поскольку по закону морского рыболовства 1894 года запретительное право губернатора распространялось только на рыбный промысел, в формулировке документа об охране была использована уловка: Пелорус Джек проходил под названием «рыба или животное».

Запрещение промышлять дельфинов Риссо в проливе Кука

<…>

1. В течение пяти лет с момента официального опубликования этих постановлений запрещается законом охотиться на рыбу или животное вида, обычно известного под названием дельфина Риссо (Grampus griseus), в водах пролива Кука или заливах, бухтах и эстуариях, прилегающих к нему.
2. Если кто-либо нарушит это постановление, его ждёт штраф не менее пяти фунтов и не более ста фунтов.— Дано в Резиденции губернатора в Веллингтоне, 26 сентября 1904 г. в присутствии его превосходительства губернатора
Закон имел пятилетний срок действия и продлевался в течение жизни Пелорус Джека.

### Исчезновение
В марте 1911 года газеты сообщили о гибели Пелорус Джека — тело похожего на него дельфина было найдено у острова Д’Юрвиль. Но вскоре последовало опровержение — команда парохода «Патена» извещала, что дельфин был замечен на прежнем месте и резвился как никогда.
Пелорус Джек исчез в апреле 1912 года. О его исчезновении ходили разные слухи, наиболее распространена была версия гибели от рук гарпунёров норвежской китобойной флотилии, не знавших о существовании закона о его охране. Исследователи полагают более вероятной естественную смерть дельфина от старости.

## Известность

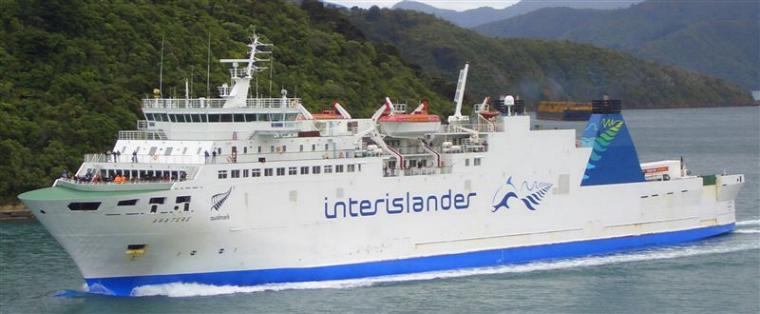
Паром с логотипом с изображением Пелорус Джека

В начале XX века Пелорус Джек стал новозеландской достопримечательностью — о нём писали в популярных журналах, газетах и туристических путеводителях, туристы из разных стран приезжали посмотреть на него (в числе путешественников были писатели Марк Твен и Фрэнк Т. Баллен). В 1906 году дельфин был главной достопримечательностью Новой Зеландии, привлекавшей туристов и фигурировавшей в их рассказах. В декабре 1910 года портрет Пелорус Джека был опубликован на обложке журнала «London illustrated news».
Сопровождение Пелорус Джеком корабля было задокументировано видеозаписью, ставшей частью фильма «Pictorial Parade» (1956) компании «National film unit». Пелорус Джек стал героем нескольких книг для детей, стихотворений и песен, его изображение воспроизводилось на открытках с надписью «Единственная рыба в мире, охраняемая законом парламента», использовалось в сувенирной продукции. Много лет существовала марка шоколада «Pelorus Jack». Дельфину посвящён шотландский танец «Пелорус Джек».
Пелорус Джек изображён на логотипе новозеландской компании «Interislander», занимающейся межостровными паромными переправами через пролив Кука.

## Изучение
Пелорус Джеку посвящались статьи в крупных журналах. В 1911 году вышла книга Джеймса Коуана (англ. James Cowan) об истории жизни дельфина — «Пелорус Джек: Белый дельфин из Френч-Пасса, Новой Зеландии» (англ. «Pelorus Jack: the White Dolphin of French Pass, New Zealand», 2-е, дополненное издание — 1930), сопровождавшаяся иллюстрациями и картами его обитания.
Позднее жизнь и поведение животного стали предметом исследования Линнеевского общества. Доклад о дельфине был сделан на ежегодном собрании общества в 1929 году. Президент общества, исследователь китообразных Сидней Хармер писал:

В свете этой истории мы должны пересмотреть наше недоверчивое отношение к сообщениям древних писателей о дружеском расположении дельфинов к человеку.
В начале 1960-х годов исследователь жизни дельфинов Энтони Олперс (англ. Antony Francis George Alpers) собрал прижизненные публикации о Пелорус Джеке и свидетельства десятков очевидцев. Результаты исследования вошли в его «Книгу о дельфинах» (англ. «Book of Dolphins», 1960) и её продолжение «Дельфины» (англ. «Dolphins», 1963).
Исследователи объясняли необычный паттерн поведения дельфина его одиночеством — предположительно отбившись от стаи, он прожил жизнь вне себе подобных особей. Причинами внимания Пелорус Джека к пароходам и отсутствия интереса к катерам и яхтам учёные полагали издаваемые кораблём специфические звуки (шум машин или ультразвуковые колебания, производимые сжатым паром и др.), привычка дельфина тереться о борт корабля, предположительно, объяснялась его потребностью сдирать налипшие на бока ракушки.
Вопрос о том, действительно ли дельфин выполнял функции лоцмана или просто сопровождал суда, остался невыясненным.
Материалы о Пелорус Джеке находятся в Архивах Новой Зеландии, Национальной библиотеке Новой Зеландии, Музее Веллингтона и др.